# Rasterionenleitfähigkeitsmikroskopie
Ein Rasterionenleitfähigkeitsmikroskop (englisch scanning ion conductance microscope, SICM) ist ein Mikroskop, das elektrisch nicht-leitende Proben mit Hilfe eines Ionenstroms abbildet.
Das Rasterionenleitfähigkeitsmikroskop wurde 1989 von P. K. Hansma, B. Drake, O. Marti, S. A. Gould und C. B. Prater entwickelt.

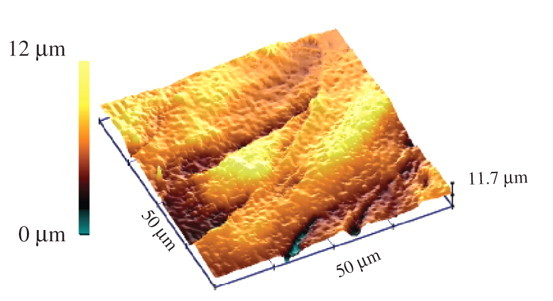
Raster-Ionenleitfähigkeitsmikroskopische Abbildung einer Zellschicht von Kardiomyozyten der Ratte. Abbildung aus Miragoli et al., J. R. Soc. Interface, 2011

## Messprinzip
Als Messgröße in der Rasterionenleitfähigkeitsmikroskopie dient die Ionenleitfähigkeit des Bereichs nahe der Öffnung einer mit Elektrolytlösung gefüllten Glasmikro- oder -nanokapillare – der Sonde – die in eine Elektrolytlösung eintaucht, in der sich die Probe befindet. Durch Anlegen einer Spannung zwischen zwei Metallelektroden, von denen sich eine in der Sonde und die andere in der Badlösung befindet, fließt ein Ionenstrom durch die Öffnung der Sonde. Die Leitfähigkeit des SICMs kann durch die Summe mehrerer Einzelleitfähigkeiten angenähert werden. Ist der Abstand zwischen Sondenöffnung und Probe groß (im Bereich mehrerer Öffnungsdurchmesser der Sonde), wird die Leitfähigkeit (bzw. ihr reziproker Wert, der Widerstand) von der Leitfähigkeit über die Sondenspitze und die Sondenöffnung dominiert. Bei Abständen zwischen Sonde und Probe im Bereich des Öffnungsdurchmessers der Sonde kommt es dazu, dass im Bereich direkt vor der Sondenöffnung die isolierende Probenoberfläche den Ionenstrom beeinflusst und die Leitfähigkeit in diesem Bereich verringert. Diese sogenannte Leck-Leitfähigkeit ist abhängig vom Abstand zwischen Sonde und Probe und außerdem deutlich geringer als die anderen Leitfähigkeiten, so dass eine Bestimmung der Gesamtleitfähigkeit des Systems eine gute Näherung für die der Leck-Leitfähigkeit darstellt, die genutzt wird, um den Abstand zwischen Probe und Sonde zu bestimmen.

### Mathematische Beschreibung

Skizze einer typischen SICM-Kapillare inklusive der im Text verwendeten Bezeichnungen der geometrischen Parameter

Üblicherweise kommen in der SICM ausgezogene Glaskapillaren als Sonde zum Einsatz, die als konisch zulaufende Hohlspitzen angenähert werden können. Basierend auf Analysen des Raster-Elektrochemiemikroskops kann der Widerstand {\displaystyle R_{\mathrm {S} }} der Sonde als
{\displaystyle R_{\mathrm {S} }={\frac {1}{\kappa }}\cdot {\frac {L}{\pi r_{0}r_{i}}}}
angenähert werden, wobei {\displaystyle \kappa } die spezifische Leitfähigkeit des verwendeten Elektrolyten bezeichnet, {\displaystyle L} die Länge des spitz zulaufenden Bereichs und {\displaystyle r_{0}} und {\displaystyle r_{i}} den Öffnungsradius des oberen und unteren Endes der Kapillare, vergleiche auch die Abbildung rechts. Der abstandsabhängige Leckwiderstand {\displaystyle R_{\mathrm {L} }(d)} kann in einfacher Näherung als
{\displaystyle R_{L}(d)={\frac {1}{\kappa }}\cdot {\frac {3/2\ln(r_{\mathrm {a} }/r_{\mathrm {i} })}{\pi d}}}
betrachtet werden. {\displaystyle d} bezeichnet hier den Abstand zwischen Sondenöffnung und Oberfläche.
Der Ionenstrom im SICM kann als Summenstrom über diese beiden Widerstände angesehen und über das ohmsche Gesetz angenähert werden:
{\displaystyle I(d)={\frac {U}{R_{\mathrm {S} }+R_{\mathrm {L} }(d)}}}
Da die Leitfähigkeit eines SICMs durch Strom- oder Widerstandsmessung bestimmt werden kann (siehe Bestimmung der Leitfähigkeit), wird im Weiteren der Widerstand betrachtet, der über das ohmsche Gesetz mit Strom und Spannung verknüpft ist und daher beide Methoden beschreibt.
Der abstandsabhängige Widerstand des SICMs ist demnach:
{\displaystyle R(d)=R_{\mathrm {S} }+R_{\mathrm {L} }(d)}
Für die meisten bildgebenden Untersuchungen ist die Kenntnis des absoluten Werts des Widerstandwerts nicht notwendig, interessant ist das Verhältnis des Widerstands im Vergleich zum Widerstand des Systems bei großem Abstand zwischen Sonde und Probe. Da für große Abstände {\displaystyle R_{\mathrm {L} }} gegen null geht, ergibt sich für den Widerstand {\displaystyle R_{\infty }} bei „unendlichem“ Abstand zwischen Probe und Sonde:
{\displaystyle R_{\infty }\approx R_{\mathrm {S} }.}
Setzt man den aktuellen Widerstand ins Verhältnis zu {\displaystyle R_{\infty }}, bildet also den normierten Widerstand {\displaystyle R_{\mathrm {n} }}, vereinfacht sich die Beschreibung des Widerstands im SICM zu
{\displaystyle {\frac {R(d)}{R_{\infty }}}=R_{\mathrm {n} }(d)=1+R_{\mathrm {L} }(d)/R_{\mathrm {S} }=1+{\frac {3}{2}}\cdot {\frac {\ln(r_{\mathrm {a} }/r_{\mathrm {i} })\cdot r_{0}\cdot r_{\mathrm {i} }}{L}}\cdot {\frac {1}{d}}}

Darstellung des Verlaufs des normierten Widerstands in Abhängigkeit vom Abstand zwischen probe und Sonde. Alle Größen sind als Vielfache des Sondendurchmessers aufgetragen, um unabhängig vom tatsächlichen Sondendurchmesser zu sein.

Da sich die geometrischen Parameter der Messsonde während einer Messung nicht ändern, kann man diese in einer Gerätekonstante {\displaystyle C} zusammenfassen, so dass
{\displaystyle R_{\mathrm {n} }(d)=1+{\frac {C}{d}}}
erhalten wird. Da üblicherweise die zu Glaskapillaren ausgezogenen Gläser laut Herstellerangaben ein konstantes Verhältnis von Innen- zu Außendurchmesser aufweisen, fließt, bei gleicher Länge {\displaystyle L}, der Öffnungsradius der Sonde linear in den Parameter {\displaystyle C} ein.
Obige Gleichung beschreibt eine asymptotische Annäherung von {\displaystyle 1} (für {\displaystyle d\rightarrow \infty }) gegen unendlich (für {\displaystyle d\rightarrow 0}), bei der die Krümmung der Asymptote durch den Parameter {\displaystyle C} gegeben ist.
Oben beschriebene Zusammenhänge stellen lediglich Annäherungen aufgrund geometrischer Überlegungen dar. Aktuelle Untersuchungen nähern sich der Beschreibung des SICMs über Finite-Elemente-Simulationen. Es zeigt sich, dass oben beschriebene Zusammenhänge nur für vereinfachte Probengeometrien zutreffen.

### Bestimmung der Leitfähigkeit
Gemäß dem ohmschen Gesetz berechnet sich die Leitfähigkeit als Quotient angelegter Spannung und dem gemessenen Strom. Daraus ergeben sich zwei Möglichkeiten, die Leitfähigkeit eines SICMs in Abhängigkeit vom Abstand zwischen Probe und Sonde zu bestimmen:
1. Unter Verwendung einer konstanten Spannung wird der Strom gemessen, der fließt. Die in diesem Fall vorliegende Verwendung des Stroms als Messsignal bei konstanter Spannung ist aus der Elektrochemie als Amperometrie bekannt, in der Elektrophysiologie ist die Bezeichnung Spannungsklemme gebräuchlich (englisch: voltage clamp).
2. Alternativ kann die an den verwendeten Metallelektroden anliegende Spannung so moduliert werden, dass ein konstanter Strom fließt. In diesem Fall ist die Spannung und nicht der Strom die Messgröße. Dieses Messverfahren ist in der Elektrochemie als Voltammetrie bekannt, in der Elektrophysiologie spricht man von Stromklemme (englisch current clamp).

#### Elimination langsamer Potentialveränderungen
Als Metallelektroden werden in SICMs häufig Silber-Silberchlorid-Elektroden (Ag/AgCl-Elektroden) verwendet, als Elektrolytlösungen werden, insbesondere um lebende Zellen abzubilden, physiologische Salzlösungen benutzt. Im Allgemeinen werden die Potentiale an den Grenzflächen von Ag/AgCl-Elektrode und Elektrolyt als konstant angenommen. In der Praxis ändern sich diese Potentiale jedoch langsam, was Änderungen in der Leitfähigkeit des SICMs zur Folge hat, die wiederum die Bestimmung der Leck-Leitfähigkeit beeinträchtigen. Um SICM-Messungen unabhängig von langsamen Potentialveränderungen durchzuführen, wurden Strom- bzw. Spannungspulse konstanter Größe anstelle eines konstanten Stroms bzw. einer konstanten Spannung appliziert. Die Höhe des resultierenden Spannungs- bzw. Strompulses ist unabhängig von Potentialänderungen an den Metallelektroden und dient als Messgröße. Eine weitere Methode, Beeinträchtigungen durch Potentialdrift an den Metallelektroden zu minimieren ist die wiederholte Bestimmung der Leitfähigkeit des SICMs bei großem Abstand zwischen Probe und Sonde während einer Messung. Hierdurch wird bei der Bestimmung der Leckleitfähigkeit die veränderte Basisleitfähigkeit berücksichtigt, so dass die fehlerhafte Detektion von Leitfähigkeitsänderungen aufgrund von langsamen Potentialänderungen anstelle von Änderungen des Abstands zwischen Probe und Sonde vermieden wird.

## Aufbau

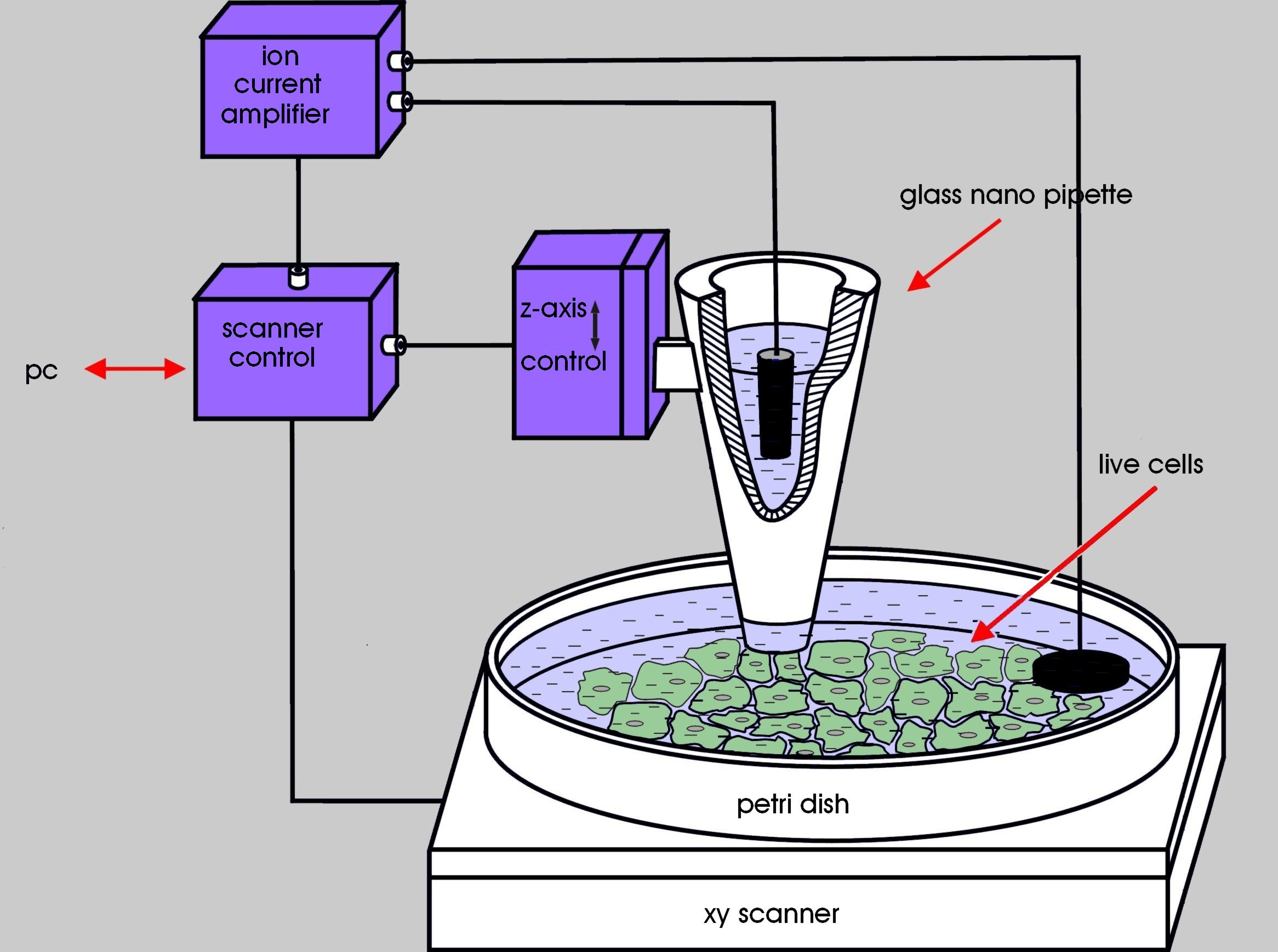
Skizze eines typischen SICM-Aufbaus

Ein SICM besteht aus der Messsonde sowie einem zugehörigen Messverstärker, der einen hohen Eingangswiderstand aufweisen muss, um den Stromfluss über den Widerstand der Messsonde, üblicherweise von wenigen bis zu einigen hundert Megaohm, messen zu können. Je nach Art der Leitfähigkeitsbestimmung kommt entweder ein Potentiostat (voltage clamp) oder ein Galvanostat (current clamp) zum Einsatz.
Die Sonde und die Probe sind so angebracht, dass sie relativ zueinander in alle drei Raumrichtungen zu bewegen sind, was durch piezoelektrische Aktoren erreicht wird. Es sind sowohl SICMs beschrieben, bei denen die Sonde oder die Probe in alle drei Raumrichtungen beweglich ist als auch solche, bei denen die Sonde vertikal und die Probe lateral bewegt werden kann.
Um eine manuelle Vorpositionierung und -auswahl der Probe zu ermöglichen, sind SICMs üblicherweise auf inversen Lichtmikroskopen aufgebaut. Der Aufbau ähnelt somit dem eines elektrophysiologischen Messstands, wie er bspw. für Patch-Clamp-Messungen verwendet wird.

## Messmodi

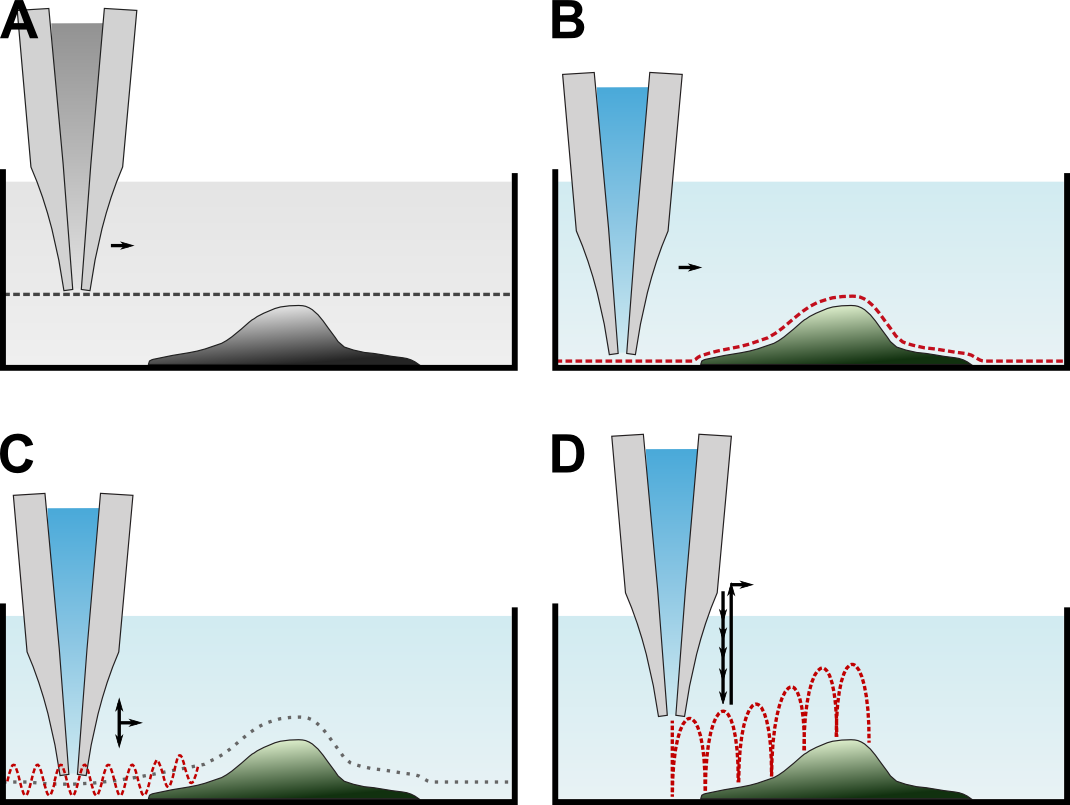
Unterschiedliche Betriebsmodi für SICM. Abbildung aus Happel et al., Sensors 12, 2012

Seit der Entwicklung des ersten SICMs wurde die Methodik durch weitere Mess- oder Betriebsmodi verbessert. Im Gegensatz zur oben erläuterten Elimination langsamer Potentialdrifts unterscheiden sich die im Folgenden erläuterten Betriebsmodi darin, wie die Sonde über die Probe geführt wird.

### Abscannen in konstanter Höhe
In diesem Modus wird die Messsonde bei einer konstanten vertikalen Position über die Probe bewegt. Der Abstand zwischen Sonde und Probe wird dabei durch die ermittelte Leitfähigkeit bestimmt. Wie in der Abbildung des normierten Widerstand gegen den Abstand von Sonde und Probe ersichtlich wird, ist eine Veränderung der Leitfähigkeit nur im Bereich einiger weniger Sondendurchmesser zu registrieren, der zusätzlich durch das Messrauschen eingeschränkt wird. Aus diesem Grund können mit diesem Messmodus nur Proben untersucht werden, deren Oberfläche nur geringe Höhenunterschiede aufweist. Größere Höhenunterschiede können entweder nicht detektiert werden (wenn der Abstand zwischen Sonde und Probe zu groß wird) oder aber führen dazu, dass die Sonde seitlich in die Probe fährt (wenn die Probe höher ist als die vertikale Position der Sonde).

### Direct-Current-Modus (DC-Modus)
Im Direct-Current-Modus (DC-Modus) wird die Sonde zuerst soweit an die Probe angenähert, bis eine vorgegebene Widerstandsänderung erreicht wird. Daraufhin wird die Sonde seitlich über die Probe bewegt, wobei der Widerstand des Systems direkt als Rückkopplungssignal verwendet wird, um die vertikale Sondenposition zu verändern. Die Sonde fährt die Probe also in konstantem Abstand ab (weshalb dieser Modus auch engl. constant-distance mode genannt wird).

### Alternating-Current-Modus (AC-Modus)
Dieser Modus ähnelt dem DC-Modus. Zusätzlich wird in diesem Modus die Position der Probenspitze um einige Nanometer und mit einigen Kilohertz moduliert, wodurch bei einem ausreichend geringen Abstand zwischen Probe und Sondenspitze ein ebenfalls sinusförmiges Messsignal entsteht. Als Rückkopplungssignal dient in diesem Modus die Amplitude des Messsignals. Die Amplitudenänderung ist im Vergleich zur direkten Änderung des Stroms im DC-Modus steiler, so dass die Probe in größerem Abstand detektiert werden kann.

### Backstep- oder Hopping-Modus
Der grundlegende Unterschied dieses Messmodus im Vergleich zu den oben genannten ist, dass dieser Modus Bildpunkt für Bildpunkt operiert, wohingegen die o. g. Modi Bildzeile für Bildzeile arbeiten.
Nach der erfolgten Annäherung der Messsonde an die zu untersuchende Probe wird die Sonde eine gewisse Strecke zurückgezogen und erst im Anschluss lateral positioniert und erneut an das Messobjekt angenähert. Diese Methodik erlaubt die Aufnahme von Objekten mit abrupt auftretenden, großen Höhenunterschieden. Da jedoch für jeden aufzunehmenden Bildpunkt eine komplette Annäherung an die Probe durchgeführt werden muss, ist dieser Messmodus im Vergleich zu den o. g. erheblich langsamer. Einige Verbesserungen der zeitlichen Auflösung wurden dadurch erreicht, dass nach einer ersten Aufnahme der Probe mit geringer Auflösung in einer anschließenden höher aufgelösten Messung die Strecke, die die Messsonde zurückgezogen wird, angepasst wurde.
Die Bezeichnung dieses Messmodus in der Literatur ist nicht einheitlich. Unter dem Namen backstep-mode wurde er zuerst 2002 verwendet. Die in dieser Publikation demonstrierte laterale Auflösung entsprach jedoch ungefähr der von herkömmlichen Lichtmikroskopen. Die ersten Aufnahmen in diesem Modus, die eine Auflösung deutlich unterhalb der Beugungsgrenze boten verwendeten die Bezeichnung hopping ion conductance microscopy bzw. hopping-mode. Kombinationen aus SICM und raster-elektrochemischer Mikroskopie benutzen den Begriff standing approach mode.

## Anwendungen

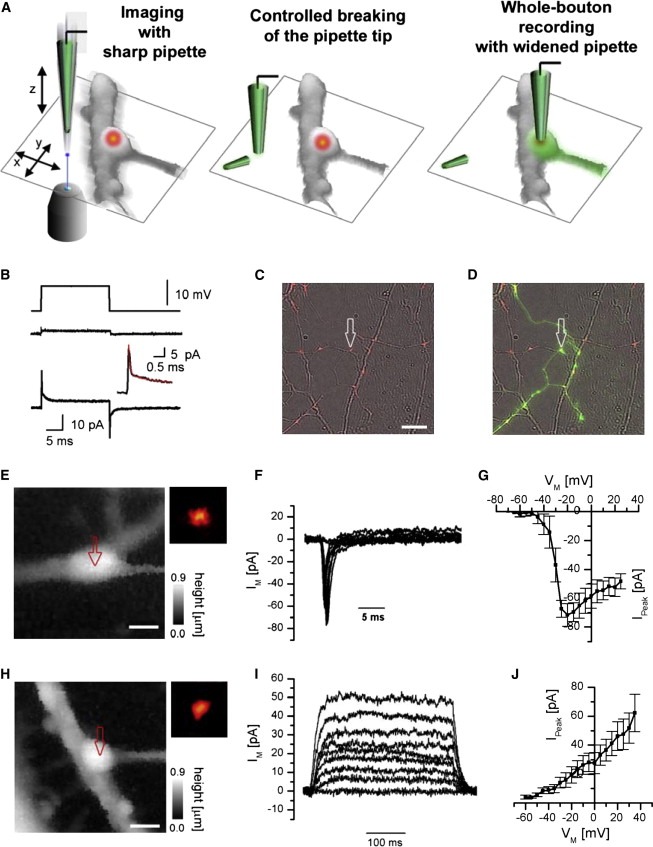
Elektrophysiologische Messungen an dendritischen Spines mit Hilfe der SICM. Aus Novak et al., Neuron 2013

Es sind mehrere Übersichtsartikel erschienen, die die Möglichkeiten und Anwendungen des SICMs vorstellen.
Da die SICM im Vergleich zu anderen sondenmikroskopischen Methoden wie der Rasterkraftmikroskopie die Probe weniger belastet, eignet sie sich insbesondere zur mehrfachen Bestimmung der Topographie auch lebender Zellen über einen längeren Zeitraum hinweg. Sie ermöglicht dabei zusätzlich die Bestimmung des Zellvolumens sowohl von Zellen, die einen dichten Zellrasen ausbilden, als auch für einzelne Zellen, die beispielsweise während der Zellmigration oder des Zellwachstums ihre Position über einen längeren Zeitraum verändern. Darüber hinaus ermöglicht die Applikation eines Drucks durch die Messsonde die Bestimmung des Elastizitätsmoduls lebender Zellen. Außerhalb der Lebenswissenschaften kann die SICM dazu verwendet werden, die lokale Ladung von Oberflächen abzubilden oder gezielt Moleküle zu einer Struktur auf einer Oberfläche abzuscheiden.
Die SICM kann mit unterschiedlichen anderen Techniken kombiniert werden. So ermöglichte die SICM in Kombination mit konfokaler Fluoreszenzmikroskopie die Lokalisierung ATP-abhängiger Kaliumkanäle in der Zellmembran, das Auffinden eines Mechanismus für das Abschnüren der Vesikel bei der Clathrin-vermittelten Endocytose und eines Mechanismus zur Endozytose von Nanopartikeln. In Kombination mit Förster-Resonanzenergietransfer-Messungen erlaubte es SICM zu zeigen, dass sich die Verteilung des β2-adrenergen Rezeptors in gesunden Zellen und Herzinsuffizienz-Zellmodellen unterscheidet.
Aufgrund der apparativen und technischen Ähnlichkeit zu elektrophysiologischen Messaufbauten wurde SICM mit Patch-clamp-Messungen kombiniert. Durch das kontrollierte Abbrechen der Messsonde ist es möglich, zuerst hochauflösend die Topographie von Nervenzellen aufzunehmen und im Anschluss von subzelluklären Strukturen wie dendritischen Spines elektrophysiologisch abzuleiten.